# Nathan Chen
Nathan Chen (Salt Lake City (Utah), 5 mei 1999) is een Amerikaans kunstschaatser. Hij werd drie keer wereldkampioen en won tevens bij zijn debuut in februari 2017 op de viercontinentenkampioenschappen meteen de gouden medaille bij de mannen. In 2022 werd hij in Peking Olympisch kampioen, met een nieuw wereldrecord In het korte programma.

## Biografie

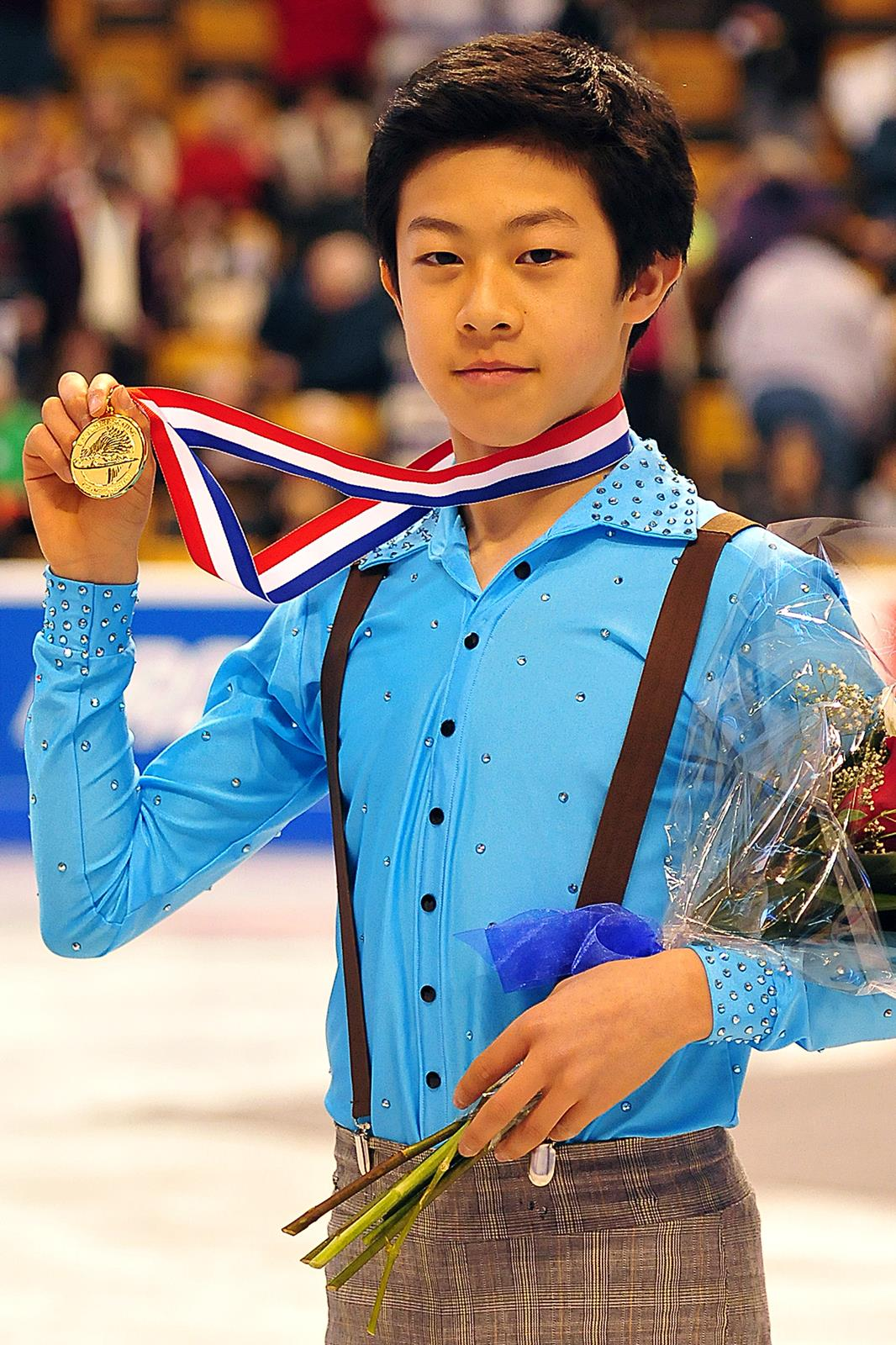
Chen in 2014

De als jongste van vijf in een Chinees-Amerikaans gezin opgegroeide Chen begon op driejarige leeftijd met kunstschaatsen. In 2003 nam hij voor het eerst deel aan een schaatswedstrijd. Andere hobby's van hem waren onder meer balletdansen en turnen.
Van 2007 tot 2009 kwalificeerde hij zich achtereenvolgens voor de NK junioren op de juvenile- en intermediateniveaus. Chen werd tiende (2007) en derde (2008) bij de juveniles en won in 2009 de zilveren medaille in de intermediateklasse. In 2010 bemachtigde hij de nationale titel bij de novicecategorie. Hij werd hiermee op tienjarige leeftijd de jongste novicekampioen in de Amerikaanse kunstschaatshistorie. In 2011 prolongeerde Chen zijn titel.
Zijn overstap naar de junioren was meteen succesvol: in 2012 werd hij nationaal kampioen, in 2013 werd hij derde en in 2014 won hij nogmaals de Amerikaanse juniorentitel. Chen nam tweemaal deel aan de wereldkampioenschappen voor junioren. In 2014 won hij er de bronzen medaille, in 2015 werd hij vierde. Door een blessure moest hij zich terugtrekken van zowel de WK junioren van 2016 als de WK van 2016. Wel won Chen ervoor in december 2015 de Junior Grand Prix-finale en veroverde hij in januari 2016 brons op de NK voor senioren.
In het seizoen 2016/17 was Chen weer hersteld en dat uitte zich in goede resultaten. De zeventienjarige won in december 2016 als jongste medaillewinnaar sinds 1999 de zilveren medaille bij de Grand Prix-finale, werd in januari 2017 nationaal kampioen bij de senioren en kwalificeerde zich voor de 4CK en de WK. Bij zijn debuut op de 4CK bemachtigde hij de gouden medaille, op de WK werd hij zesde. Chen won verder in januari 2018 de gouden medaille bij de olympische kwalificatiewedstrijden en werd daarop - net als zijn landgenoten Vincent Zhou en Adam Rippon - geselecteerd om deel te nemen aan de Olympische Winterspelen in Pyeongchang.

## Belangrijke resultaten
| Kampioenschap                                     | 11/12 | 12/13 | 13/14 | 14/15 | 15/16  | 16/17         | 17/18         | 18/19         | 19/20         | 20/21         | 21/22         |
| ------------------------------------------------- | ----- | ----- | ----- | ----- | ------ | ------------- | ------------- | ------------- | ------------- | ------------- | ------------- |
| Olympische Spelen                                 |       |       |       |       |        |               | 5e · (team)   |               |               |               | · (team)      |
| Wereldkampioenschap                               |       |       |       |       | t.z.t. | 6e            | Goud          | Goud          | *             | Goud          |               |
| Viercontinentenkampioenschap                      |       |       |       |       |        | Goud          |               |               |               | *             |               |
| Grand Prix-finale                                 |       |       |       |       |        | Zilver        | Goud          | Goud          | Goud          | *             | *             |
| Nationaal kampioenschap                           |       |       |       | 8e    | Brons  | Goud          | Goud          | Goud          | Goud          | Goud          | Goud          |
| WK junioren                                       |       |       | Brons | 4e    | t.z.t. | geen deelname | geen deelname | geen deelname | geen deelname | geen deelname | geen deelname |
| Junior Grand Prix-finale                          |       | dnq.  | Brons |       | Goud   | geen deelname | geen deelname | geen deelname | geen deelname | geen deelname | geen deelname |
| NK junioren                                       | Goud  | Brons | Goud  |       |        | geen deelname | geen deelname | geen deelname | geen deelname | geen deelname | geen deelname |
| * Afgelast naar aanleiding van de coronapandemie. |       |       |       |       |        |               |               |               |               |               |               |

dnq.= niet gekwalificeerd
t.z.t.= trok zich terug
1908: Ulrich Salchow ·
1920: Gillis Grafström ·
1924: Gillis Grafström ·
1928: Gillis Grafström ·
1932: Karl Schäfer ·
1936: Karl Schäfer ·
1948: Richard Button ·
1952: Richard Button ·
1956: Hayes Alan Jenkins ·
1960: David Jenkins ·
1964: Manfred Schnelldorfer ·
1968: Wolfgang Schwarz ·
1972: Ondrej Nepela ·
1976: John Curry ·
1980: Robin Cousins ·
1984: Scott Hamilton ·
1988: Brian Boitano ·
1992: Viktor Petrenko ·
1994: Aleksej Oermanov ·
1998: Ilja Koelik ·
2002: Aleksej Jagoedin ·
2006: Jevgeni Pljoesjtsjenko ·
2010: Evan Lysacek ·
2014: Yuzuru Hanyu ·
2018: Yuzuru Hanyu ·
2022: Nathan Chen
2014: Pljoesjtsjenko, Lipnitskaja, Volosozjar/Trankov, Stolbova/Klimov, Bobrova/Solovjov, Ilinych/Katsalapov ·
2018: Chan, Osmond, Daleman, Duhamel/Radford, Virtue/Moir ·
2022: Chen, Zhou, Chen, Knierim/Frazier, Hubbell/Donohue, Chock/Bates